# KGNS-TV

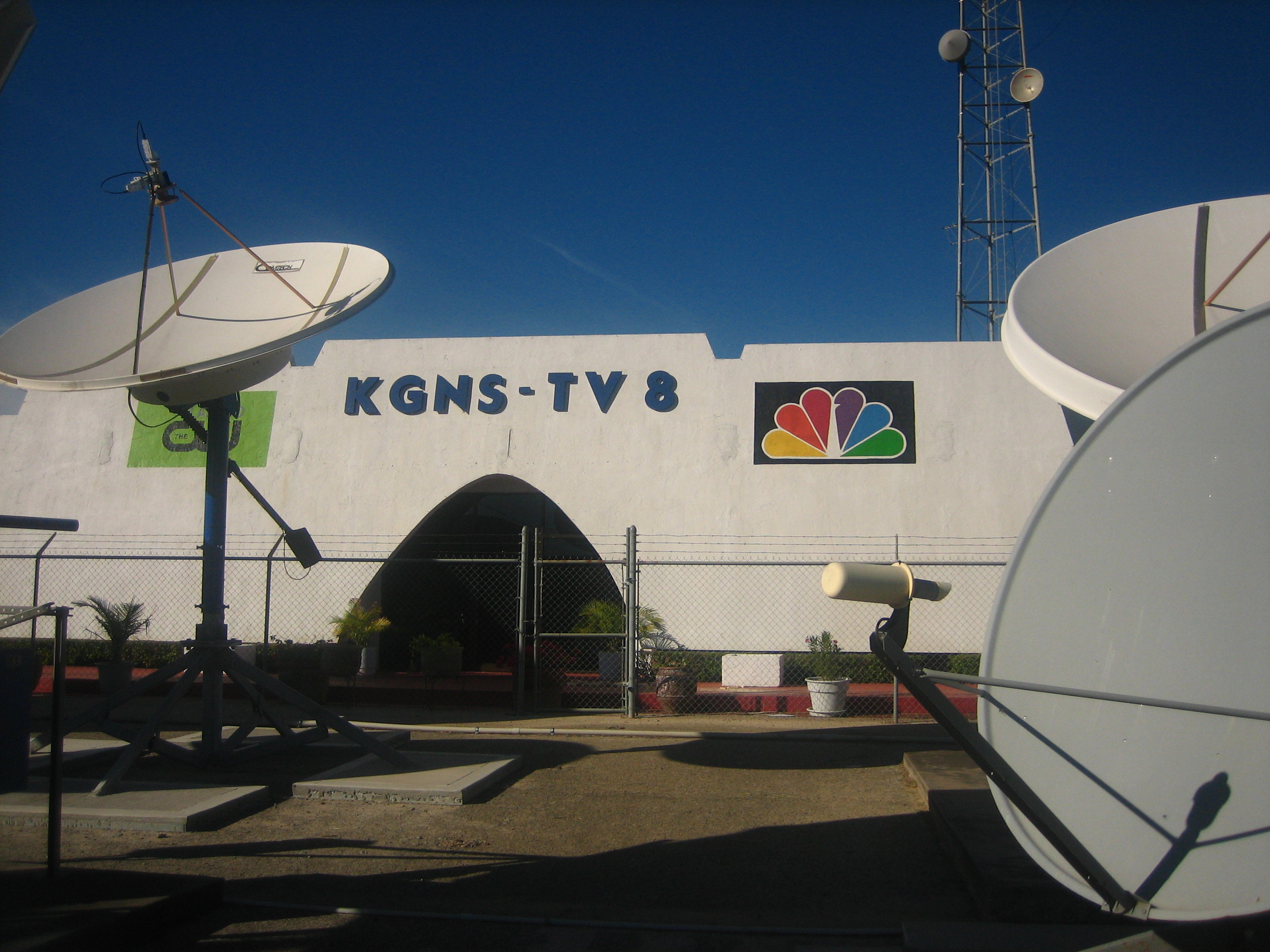
Estudios de KGNS en Laredo, Texas

El Canal 8 de Laredo, cuyo indicativo es KGNS-TV, es una estación de televisión abierta estadounidense afiliada a las cadenas NBC, ABC y Telemundo. Es propiedad de la empresa Gray Television, cuya sede se encuentra en Atlanta. Posee una estación hermana, el Canal 13 de Laredo (KYLX-LD), con la cual comparte estudios. Estos quedan ubicados en la zona norte de la ciudad de Laredo, en Del Mar Boulevard (cerca a la interestatal 35). La antena transmisora de la estación se encuentra ubicada en la parte noroeste de la ciudad.
Como el resto de estaciones que emiten para Laredo, el Canal 8 se puede sintonizar por toda la Zona metropolitana de Nuevo Laredo-Laredo, compuesto además por los condados de La Salle y Webb en Texas y por la ciudad de Nuevo Laredo (Tamaulipas) y los municipios de Anáhuac (Nuevo León) e Hidalgo (Coahuila) en el norte de México.

## Canales digitales
KGNS lanzó su señal digital el 8 de abril de 2004 en el canal 15.1. KGNS retorno al canal 8 cuando la transición a dicho formato concluyó. La señal de la estación KGNS está multiplexada y tiene tres subcanales. En el canal 8.1 muestra la programación de la cadena NBC en HD, en el canal 8.2 muestra la programación de la cadena ABC HD y en el subcanal 8.3 muestra la programación de la cadena Telemundo. 8 de abril de 2004
| TDT | Resolución    | Indicativo | Cadena             |
| 8.1 | AD 1080i 16:9 | KGNSDT1    | NBC-HD             |
| 8.2 | AD 720p 16:9  | KGNSDT2    | ABC-HD             |
| 8.3 | AD 720p 16:9  | KGNSDT3    | Telemundo          |
| 8.4 | DE 480i 16:9  | KGNSDT4    | ion                |
| 8.5 | DE 480i 16:9  | KGNSDT5    | True Crime Network |
| 8.6 | DE 480i 16:9  | KGNSDT6    | Defy TV            |